# Andreas Mikkelsen
Andreas Mikkelsen (Oslo, Noruega; 22 de junio de 1989) es un piloto de rally noruego que ha competido en el Campeonato del Mundo y en el Intercontinental Rally Challenge. Fue campeón del IRC en 2011 y 2012, siendo el único piloto en haberlo logrado. En 2011 compitió en el mundial con Volkswagen Motorsport pilotando un Škoda Fabia S2000. Luego corrió desde 2013 hasta 2016 con el Volkswagen Polo R WRC, resultando tercero en los campeonatos 2014, 2015 y 2016, acumulando tres victorias y 20 podios.

## Trayectoria
Mikkelsen comenzó su trayectoria deportiva a los doce años en la modalidad de esquí y formó parte de la selección junior de Noruega. También participó en motocross pero una lesión en una rodilla hizo que abandonara estas disciplinas y se cambiara a los rallyes con dieciséis años.

### 2006
Se trasladó a Gran Bretaña en el año 2006 donde se examinó para obtener el carnet de conducir y debutó con diecisiete años en el Quinton Stages Rally con un Ford Focus RS WRC logrando la victoria y convirtiéndose en el piloto más joven en vencer en dicha prueba. Ese mismo año recibió el apoyo del finés Marcus Gronholm que le ayudó a mejorar su estilo de conducción y siguió participando en pruebas británicas donde logró varios podios y la victoria en el Coracle Stages, Plains Forest Rally, Bulldog National Rally y GON Granite & Marble Cambrian Rally. También participó en otras pruebas fuera del país como el Cork 20 International Rally (Irlanda) donde fue quinto y en el Alexela Saaremaa Rally, en Estonia donde venció. A final de año debutó en una prueba del Campeonato del Mundo, el Rally de Gran Bretaña, con el Ford Focus RS WRC'04 y en el equipo Stobart VK Ford Rally Team, donde abandonó por accidente en el décimo quinto tramo.

### 2007

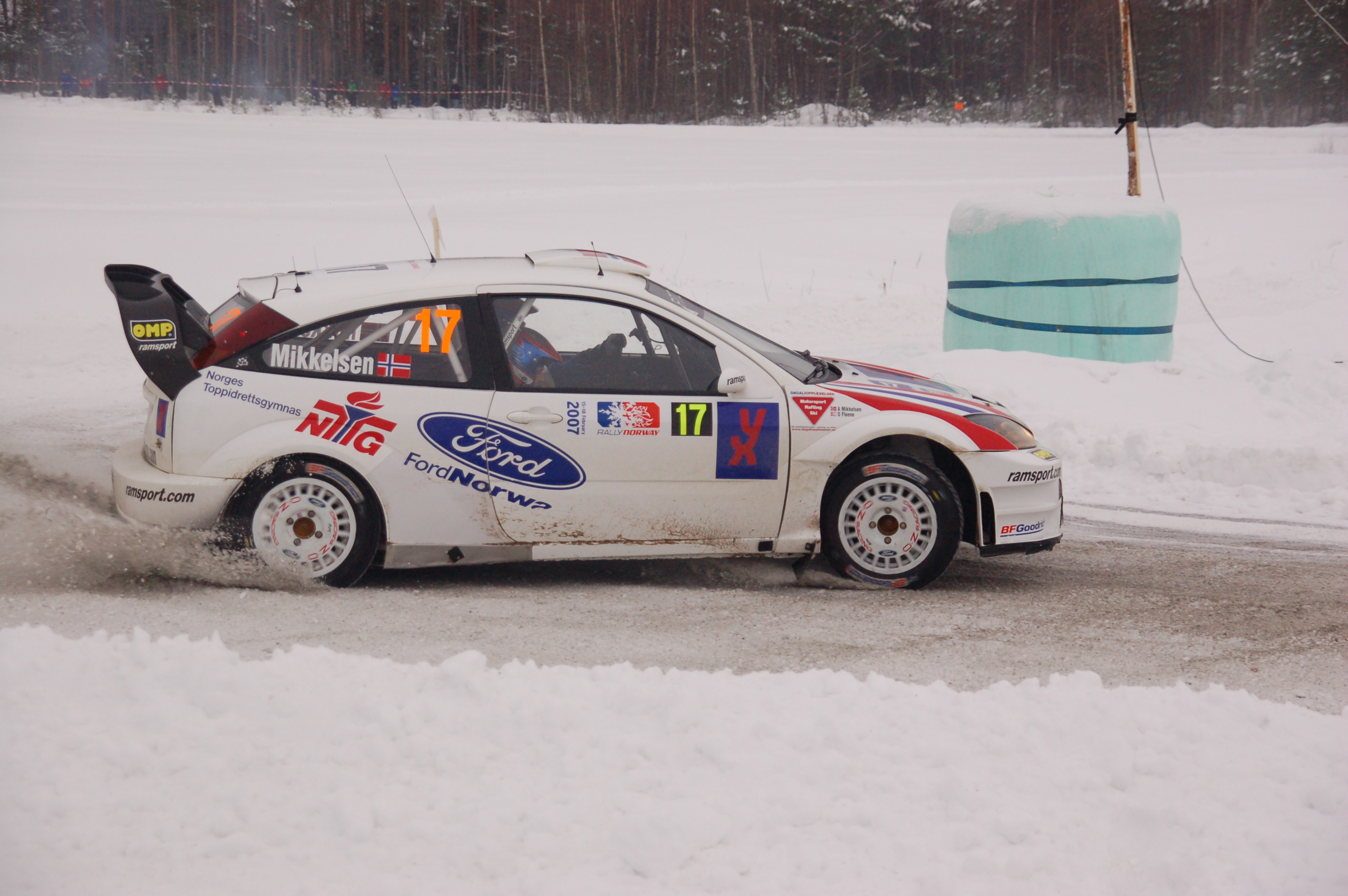
Mikkelsen en 2007 con el Ford Focus RS WRC.

En 2007 continuó participando en diversas pruebas de Gran Bretaña y realizó un pequeño programa en el campeonato del mundo de ocho pruebas de nuevo con el Ford Focus RS WRC. Participó en Noruega, Portugal, Finlandia, Alemania, Cataluña, Córcega, Irlanda y Gran Bretaña y sus mejores resultados fueron dos décimos puestos en las dos primeras pruebas y un noveno en Irlanda. Sin embargo fue excluido en Córcega y abandonó de nuevo en su segunda participación en Gran Bretaña. La única victoria que logró ese año fue en el Skibbereen Fastnet Stages Rally, prueba del Campeonato de Irlanda de Rally.

### 2008
Al año siguiente alternó de nuevo pruebas del mundial con otras, esta vez mayoritariamente en su país natal. Debutó en el rally de Suecia logrando el quinto puesto, su mejor resultado hasta entonces y que le permitió sumar sus primeras puntos en el mundial. Sumó luego dos victorias consecutivas en pruebas noruegas, el KNA Rally Finnskog y el Numedalsrally además de subir al podio en otra, el Rally Sorland. Su participación en el mundial continuó en Cerdeña donde sufrió un accidente, en Turquía, Finlandia y Alemania, siendo un undécimo puesto su mejor resultado. Tras lograr la victoria en el Rally Larvik y un tercer puesto en el Rally Hedemarken, participó en el Rally Cataluña donde fue octavo y sumó un punto, y en el Rally de Córcega donde terminó undécimo.

### 2009
En 2009 participó en seis pruebas del Campeonato de Noruega de Rally limitando su participación en el mundial a dos pruebas: Noruega y Polonia. Logró dos terceros puestos en el Sigdalsrally y el Aurskog-Holand Rally y la victoria en el Rally Sorland. En la última cita del certamen, el Rally Larvik, atropelló a un espectador, una niña de diez años, en el segundo tramo provocándole la muerte. En el momento del accidente pensó en retirarse de la competición, aunque decidió seguir adelante, y desde entonces lleva el nombre de la niña, Elise, en el casco como homenaje. A pesar de ello consiguió el título en la categoría de grupo N del campeonato noruego. Debutó en el Intercontinental Rally Challenge con un Opel Corsa S2000 en el Rally de Zlín finalizando en la posición 33º. En el mundial sumó dos abandonos y participó en otras pruebas como el KMK-Trofén, Rally Bohemia y el Rally Costa Brava, en esta última donde logró su primera victoria sobre asfalto a bordo del Škoda Fabia S2000.

### 2010

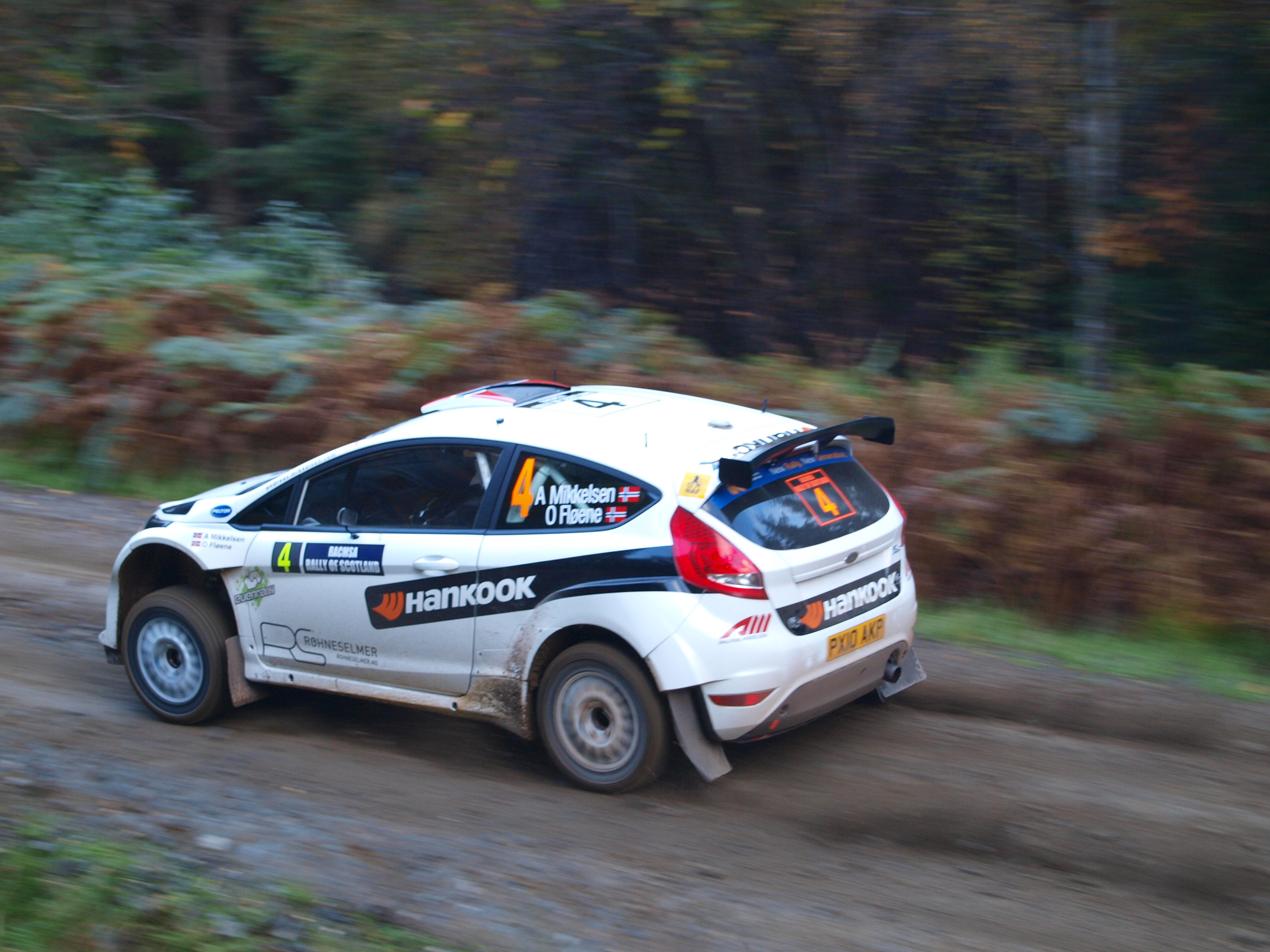
En 2010 corrió varios rallies con el Ford Fiesta S2000.

En 2010 disputó pruebas tanto del Campeonato de Noruega, del IRC y del Campeonato del Mundo, en este último dentro del recién creado Campeonato Mundial Super 2000 donde logró la victoria en Gran Bretaña con el Škoda Fabia S2000 finalizando décimo de la general y primero en dicha categoría. Alternó sus participaciones con distintos coches. Corrió con el Subaru Impreza STi consiguiendo varios podios, con el Ford Fiesta S2000 en el IRC, donde disputó siete pruebas y sumó un podio en Escocia terminando séptimo en la clasificación final del campeonato.

### IRC: 2011 - 2012

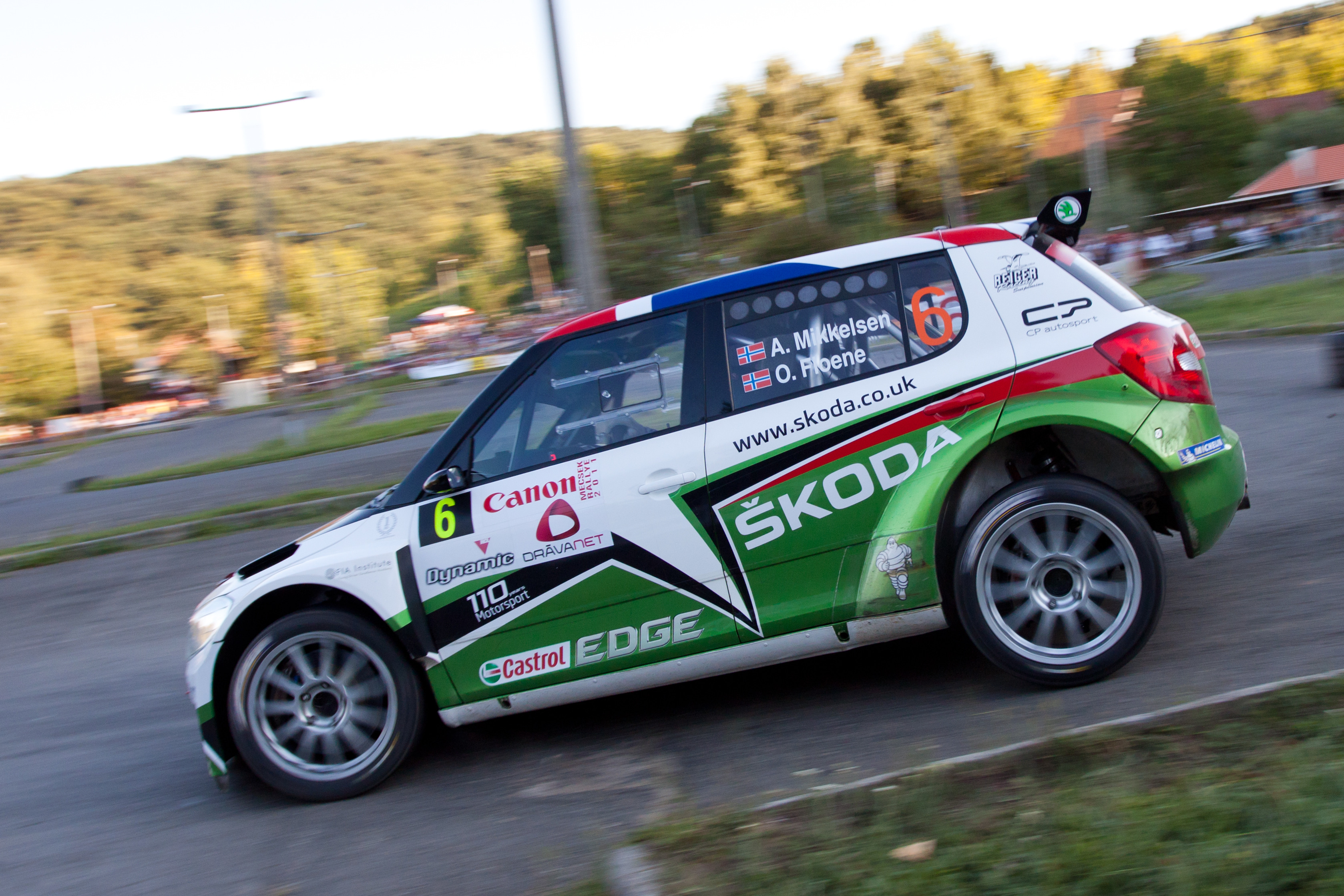
Mikkelsen en 2011 con el Škoda Fabia S2000 que le permitió lograr su primer título en un campeonato internacional.

Durante las temporadas 2011 centró sus participaciones en el IRC, corriendo de nuevo con el Škoda Fabia S2000 en el equipo Škoda UK. Disputó las once citas del calendario, sumando puntos en Canarias, Córcega, Yalta y Zlín, dos podios en Azores y San Remo, y las victorias en Escocia y Chipre que le permitieron proclamarse campeón del certamen por delante del checo Jan Kopecký por tanto sólo un punto. Fuera de esta certamen corrió el Rally de Finlandia donde abandonó por avería mecánica y consiguió varias victorias en pruebas de Italia y Francia, como el Ronde de la Giraglia, Rally de San Marino y Azzano Rally - Terre del Nordest que le permitió además obtener el título en el Campeonaot de Rally de Tierra de Italia.
En su cuarto año en el IRC mejoró los resultados del año anterior. Sumó dos victorias en Azores y Rumania y cinco segundos puestos en Canarias, Irlanda, Italia, San Marino y Chipre, lo que le permitió proclamarse de nuevo campeón del certamen, la única persona que lograría dos veces el título en dicho campeonato, puesto que ese fue el último año en disputarse. En el campeonato del mundo corrió ocho rallies, donde sumó puntos en Alemania y Cerdeña, con sendos séptimos puestos. Sumó dos abandonos y terminó décimo cuarto de la general en el campeonato de pilotos.

### Volkswagen 2013 - 2016

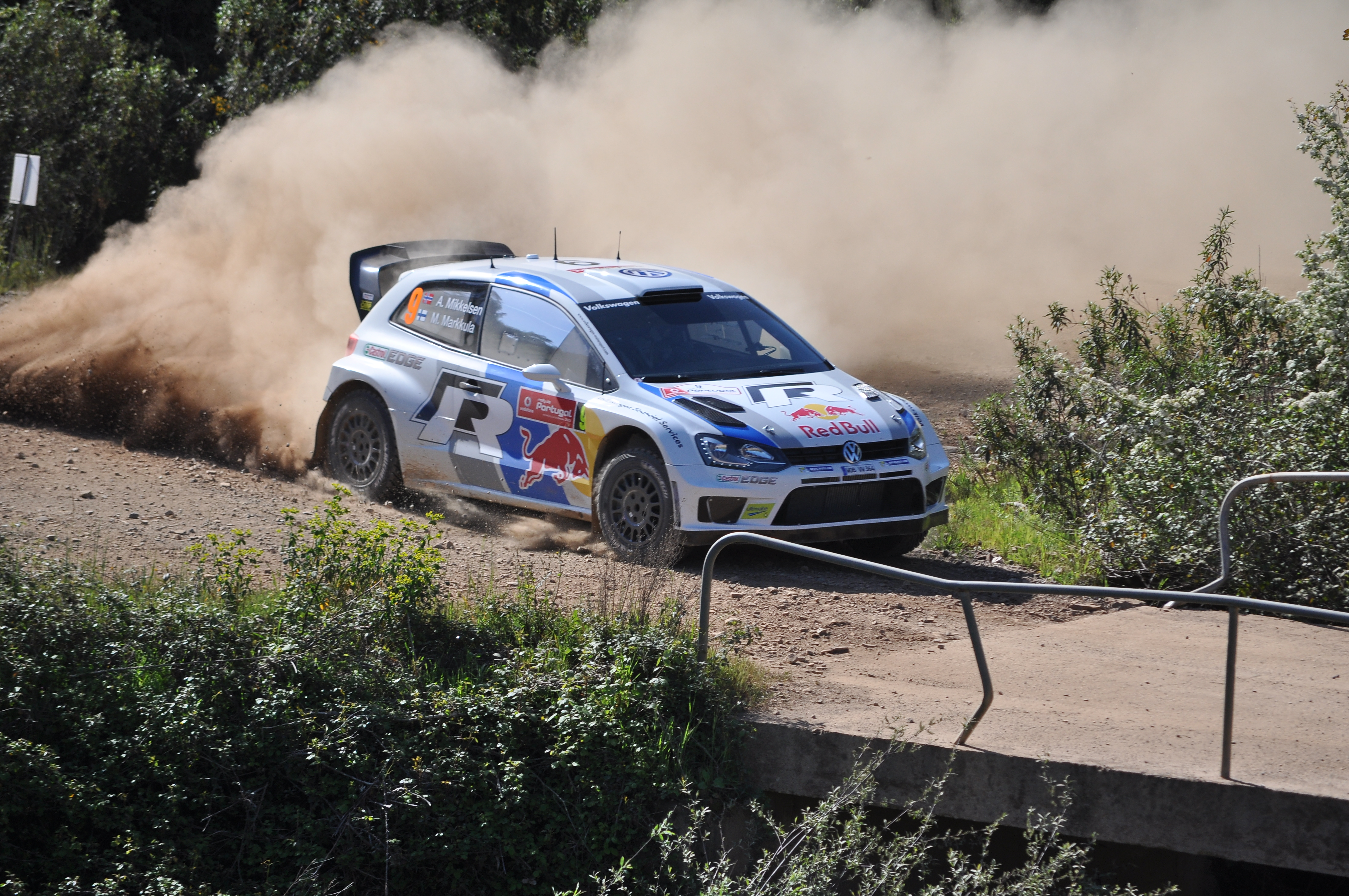
Mikkelsen durante la temporada 2013 en su primer rally con el VW Polo R WRC, Portugal, donde fue sexto.

En 2013 se convirtió en piloto oficial de Volkswagen donde disputó ocho carreras con el Volkswagen Polo R WRC y teniendo de compañeros a Sébastien Ogier y Jari-Matti Latvala. No debutó hasta la tercera cita del año, Portugal y su mejor resultado fue el cuarto logrado en Cerdeña. Sumó puntos en seis pruebas y terminó décimo en la clasificación final del campeonato.
En 2014, Mikkelsen consiguió su primer podio en el Rally de Suecia, donde arribó segundo. Luego repitió dicho resultado en Polonia y Francia, fue tercero en Alemania y Australia, y cuarto en Portugal, Argentina, Italia y Finlandia. Por tanto, finalizó tercero en el campeonato de pilotos, por detrás de sus compañeros Sébastien Ogier y Jari-Matti Latvala.
El noruego siguió como tercer piloto oficial de Volkswagen en el Campeonato Mundial 2015. Obtuvo su primer triunfo en el Rally de Cataluña, fue segundo en Polonia y resultó tercero en siete carreras. De este modo, repitió el tercer puesto de campeonato, por detrás de Ogier y Latvala.
En 2016, Mikkelsen triunfó en Polonia y Australia, arribó segundo en Monte Carlo y Portugal, y tercero en Argentina y Córcega. De este modo, obtuvo nuevamente el tercer puesto de campeonato.
Ante el retiro de Volkswagen como equipo oficial, Mikkelsen quedó sin butaca para la temporada 2017 del Campeonato Mundial de Rally.

## Victorias

### Victorias en el WRC
| # | Rally                                      | Temp. | Copiloto     | Auto                  |
| - | ------------------------------------------ | ----- | ------------ | --------------------- |
| 1 | 51.er Rally RACC Catalunya – Costa Daurada | 2015  | Ola Fløene   | Volkswagen Polo R WRC |
| 2 | 73. PZM Rajd Polski                        | 2016  | Anders Jæger | Volkswagen Polo R WRC |
| 3 | 25. Kennards Hire Rally Australia 2016     | 2016  | Anders Jæger | Volkswagen Polo R WRC |

### Victorias en el WRC-2
| #  | Rally                                 | Temp. | Copiloto          | Auto                   |
| -- | ------------------------------------- | ----- | ----------------- | ---------------------- |
| 1  | 85ème Rallye Automobile Monte-Carlo   | 2017  | Anders Jæger      | Škoda Fabia R5         |
| 2  | 60.º Tour de Corse – Rallye de France | 2017  | Anders Jæger      | Škoda Fabia R5         |
| 3  | 89ème Rallye Automobile Monte-Carlo   | 2021  | Ola Fløene        | Škoda Fabia Rally2 Evo |
| 4  | 11. Rally Estonia                     | 2021  | Ola Fløene        | Škoda Fabia Rally2 Evo |
| 5  | 65. EKO Acropolis Rally of Gods       | 2021  | Elliott Edmondson | Škoda Fabia Rally2 Evo |
| 6  | 90ème Rallye Automobile Monte-Carlo   | 2022  | Torstein Eriksen  | Škoda Fabia Rally2 Evo |
| 7  | 69th Rally Sweden                     | 2022  | Torstein Eriksen  | Škoda Fabia Rally2 Evo |
| 8  | 12. WRC Rally Estonia                 | 2022  | Torstein Eriksen  | Škoda Fabia Rally2 Evo |
| 9  | 20.º Rally d'Italia Sardegna          | 2023  | Torstein Eriksen  | Škoda Fabia RS Rally2  |
| 10 | 13. WRC Rally Estonia                 | 2023  | Torstein Eriksen  | Škoda Fabia RS Rally2  |
| 11 | 67. EKO Acropolis Rally Greece        | 2023  | Torstein Eriksen  | Škoda Fabia RS Rally2  |

### Victorias en el WRC-3
| # | Rally               | Temp. | Copiloto            | Auto                   |
| - | ------------------- | ----- | ------------------- | ---------------------- |
| 1 | 41. ACI Rally Monza | 2020  | Anders Jæger-Amland | Škoda Fabia Rally2 Evo |

### Victorias en el IRC
| # | Rally                        | Temp. | Copiloto   | Auto              |
| - | ---------------------------- | ----- | ---------- | ----------------- |
| 1 | RAC MSA Rally of Scotland    | 2011  | Ola Fløene | Škoda Fabia S2000 |
| 2 | 39.º FxPro Cyprus Rally 2011 | 2011  | Ola Fløene | Škoda Fabia S2000 |
| 3 | 47. SATA Rallye Açores 2012  | 2012  | Ola Fløene | Škoda Fabia S2000 |
| 4 | 12. Sibiului Rally Romania   | 2012  | Ola Fløene | Škoda Fabia S2000 |

### Victorias en el ERC
| # | Rally                                  | Temp. | Copiloto          | Auto                   |
| - | -------------------------------------- | ----- | ----------------- | ---------------------- |
| 1 | 2º Rally Hungary                       | 2020  | Ola Fløene        | Škoda Fabia Rally2 evo |
| 2 | 55.º Azores Rallye                     | 2021  | Elliott Edmondson | Škoda Fabia Rally2 evo |
| 3 | 34.º Rally Serras de Fafe e Felgueiras | 2021  | Elliott Edmondson | Škoda Fabia Rally2 evo |

## Resultados

### WRC
| Año  | Equipo                      | Automóvil              | 1       | 2       | 3       | 4       | 5       | 6       | 7       | 8       | 9      | 10     | 11     | 12      | 13      | 14    | 15    | 16      | Pos. | Puntos |
| ---- | --------------------------- | ---------------------- | ------- | ------- | ------- | ------- | ------- | ------- | ------- | ------- | ------ | ------ | ------ | ------- | ------- | ----- | ----- | ------- | ---- | ------ |
| 2006 | Stobart VK Ford Rally Team  | Ford Focus RS WRC 04   | MON     | SWE     | MEX     | ESP     | FRA     | ARG     | ITA     | GRC     | GER    | FIN    | JPN    | CYP     | TUR     | AUS   | NZL   | GBR Ret | NC   | 0      |
| 2007 | Stobart VK Ford Rally Team  | Ford Focus RS WRC 04   | MON     | SWE     | NOR 10  | MEX     | POR 10  |         |         |         |        |        |        |         |         |       |       |         | NC   | 0      |
| 2007 | Ramsport                    | Ford Focus RS WRC 04   |         |         |         |         |         | ARG     | ITA     | GRE     | FIN 12 | GER 24 | NZL    | ESP 25  | FRA DSQ | JPN   | IRE 9 |         | NC   | 0      |
| 2007 | Ramsport                    | Ford Focus RS WRC 06   |         |         |         |         |         |         |         |         |        |        |        |         |         |       |       | GBR Ret | NC   | 0      |
| 2008 | Ramsport                    | Ford Focus RS WRC 06   | MON     | SWE 5   | MEX     | ARG     | JOR     | ITA Ret | GRE     | TUR 19  | FIN 12 |        |        |         |         |       |       |         | 16.º | 5      |
| 2008 | Ramsport                    | Ford Focus RS WRC 07   |         |         |         |         |         |         |         |         |        | GER 11 | NZL    | ESP 8   | FRA 11  | JPN   | GBR   |         | 16.º | 5      |
| 2009 | Andreas Mikkelsen           | Subaru Impreza WRX STi | IRL     | NOR Ret | CYP     | POR     | ARG     | ITA     | GRE     |         |        |        |        |         |         |       |       |         | NC   | 0      |
| 2009 | Andreas Mikkelsen           | Škoda Fabia WRC        |         |         |         |         |         |         |         | POL Ret | FIN    | AUS    | ESP    | GBR     |         |       |       |         | NC   | 0      |
| 2010 | Andreas Mikkelsen           | Ford Fiesta S2000      | SWE 11  | MEX     | JOR     | TUR     | NZL     | POR     | BUL     | FIN     | GER    | JPN    |        |         |         |       |       |         | 26.º | 1      |
| 2010 | Andreas Mikkelsen           | Škoda Fabia S2000      |         |         |         |         |         |         |         |         |        |        | FRA 18 |         |         |       |       |         | 26.º | 1      |
| 2010 | Czech Ford National Team    | Škoda Fabia S2000      |         |         |         |         |         |         |         |         |        |        |        | GBR 10  |         |       |       |         | 26.º | 1      |
| 2011 | Volkswagen Motorsport       | Škoda Fabia S2000      | SWE     | MEX     | POR     | JOR     | ITA     | ARG     | GRE     | FIN Ret | GER    | AUS    | FRA    | ESP     | GBR     |       |       |         | NC   | 0      |
| 2012 | Volkswagen Motorsport       | Škoda Fabia S2000      | MON     | SWE 13  | MEX     | POR     | ARG Ret | GRE Ret | NZL     | FIN 27  | GER 7  | GBR    | FRA 12 | ITA 7   | ESP 21  |       |       |         | 14.º | 13     |
| 2013 | Volkswagen Motorsport II    | Volkswagen Polo R WRC  | MON     | SWE     | MEX     | POR 6   | ARG 8   | GRE 4   | ITA Ret | FIN 10  | GER WD | AUS 6  | FRA 7  | ESP Ret | GBR     |       |       |         | 10.º | 40     |
| 2014 | Volkswagen Motorsport II    | Volkswagen Polo R WRC  | MON 7   | SWE 2   | MEX 19  | POR 4   | ARG 4   | ITA 4   | POL 2   | FIN 4   | GER 3  | AUS 3  | FRA 2  | ESP 7   | GBR Ret |       |       |         | 3.º  | 150    |
| 2015 | Volkswagen Motorsport II    | Volkswagen Polo R WRC  | MON 3   | SWE 3   | MEX 3   | ARG Ret | POR 3   | ITA 36  | POL 2   | FIN Ret | GER 3  | AUS 4  | FRA 3  | ESP 1   | GBR 3   |       |       |         | 3.º  | 171    |
| 2016 | Volkswagen Motorsport II    | Volkswagen Polo R WRC  | MON 2   | SWE 4   | MEX Ret | ARG 3   | POR 2   | ITA 13  | POL 1   | FIN 7   | GER 4  | CHN C  | FRA 3  | ESP Ret | GBR 12  | AUS 1 |       |         | 3.º  | 154    |
| 2017 | Škoda Motorsport            | Škoda Fabia R5         | MON 7   | SWE     | MEX     | FRA 7   | ARG     | POR Ret |         |         |        |        |        |         |         |       |       |         | 12.º | 54     |
| 2017 | Citroën Total Abu Dhabi WRT | Citroën C3 WRC         |         |         |         |         |         |         | ITA 8   | POL 9   | FIN    | GER 2  |        |         |         |       |       |         | 12.º | 54     |
| 2017 | Hyundai Motorsport          | Hyundai i20 Coupe WRC  |         |         |         |         |         |         |         |         |        |        | ESP 18 | GBR 4   | AUS 11  |       |       |         | 12.º | 54     |
| 2018 | Hyundai Shell Mobis WRT     | Hyundai i20 Coupe WRC  | MON 13  | SWE 3   | MEX 4   | FRA 7   | ARG 5   | POR 16  | ITA 19  | FIN 18  | GER 10 | TUR 6  | GBR 5  | ESP 6   | AUS 11  |       |       |         | 6.º  | 84     |
| 2019 | Hyundai Shell Mobis WRT     | Hyundai i20 Coupe WRC  | MON Ret | SWE 4   | MEX Ret | FRA     | ARG 2   | CHI 7   | POR     | ITA 3   | FIN 4  | GER 6  | TUR 3  | GBR 6   | ESP     | AUS C |       |         | 4.º  | 102    |
| 2020 | Andreas Mikkelsen           | Škoda Fabia Rally2 Evo | MON     | SWE     | MEX     | EST     | TUR     | ITA     | MNZ 6   |         |        |        |        |         |         |       |       |         | 15.º | 8      |
| 2021 | Toksport WRT                | Škoda Fabia Rally2 Evo | MON 7   | ART 11  | CRO 40  | POR WD  | ITA Ret | SAF WD  | EST 9   | BEL     | GRE 9  | FIN    | ESP    | MNZ 16  |         |       |       |         | 17.º | 10     |
| 2022 | Toksport WRT                | Škoda Fabia Rally2 Evo | MON 7   | SWE 7   | CRO     | POR Ret | ITA Ret | SAF     | EST 8   | FIN     | BEL 7  | GRE 13 | NZL    | ESP     | JPN     |       |       |         | 14.º | 25     |
| 2023 | Toksport WRT 3              | Škoda Fabia RS Rally2  | MON     | SWE     | MEX     | CRO     | POR 8   | ITA 5   | SAF     | EST 9   | FIN 10 | GRE 7  | CHL    | EUR 23  | JPN 7   |       |       |         | 11.º | 29     |
| 2024 | Hyundai Shell Mobis WRT     | Hyundai i20 N Rally1   | MON 6   | SWE     | SAF     | CRO 6   | POR     | ITA     | POL 6   | LAT     | FIN    | GRE    | CHL    | EUR     | JPN     |       |       |         | 8.º  | 29     |

### WRC-2
| Año  | Equipo           | Automóvil              | 1     | 2     | 3     | 4       | 5       | 6       | 7     | 8     | 9     | 10    | 11  | 12     | 13    | Pos. | Puntos |
| ---- | ---------------- | ---------------------- | ----- | ----- | ----- | ------- | ------- | ------- | ----- | ----- | ----- | ----- | --- | ------ | ----- | ---- | ------ |
| 2017 | Škoda Motorsport | Škoda Fabia R5         | MON 1 | SWE   | MEX   | FRA 1   | ARG     | POR Ret | ITA   | POL   | FIN   | GER   | ESP | GBR    | AUS   | 9.º  | 50     |
| 2021 | Toksport WRT     | Škoda Fabia Rally2 Evo | MON 1 | ART 2 | CRO 5 | POR WD  | ITA Ret | SAF WD  | EST 1 | BEL   | GRE 1 | FIN   | ESP | MNZ 2  |       | 1.º  | 149    |
| 2022 | Toksport WRT     | Škoda Fabia Rally2 Evo | MON 1 | SWE 1 | CRO   | POR Ret | ITA Ret | SAF     | EST 1 | FIN   | BEL 2 | GRE 7 | NZL | ESP    | JPN   | 2.º  | 109    |
| 2023 | Toksport WRT 3   | Škoda Fabia RS Rally2  | MON   | SWE   | MEX   | CRO     | POR 3   | ITA 1   | SAF   | EST 1 | FIN 4 | GRE 1 | CHL | EUR 13 | JPN 1 | 1.º  | 137    |

### WRC-3
| Año  | Equipo            | Automóvil              | 1   | 2   | 3   | 4   | 5   | 6   | 7     | Pos. | Puntos |
| ---- | ----------------- | ---------------------- | --- | --- | --- | --- | --- | --- | ----- | ---- | ------ |
| 2020 | Andreas Mikkelsen | Škoda Fabia Rally2 Evo | MON | SWE | MEX | EST | TUR | ITA | MNZ 1 | 8.º  | 25     |

### IRC
| Año  | Equipo            | Automóvil         | 1       | 2     | 3     | 4     | 5       | 6       | 7     | 8       | 9     | 10      | 11    | 12      | Pos. | Puntos |
| ---- | ----------------- | ----------------- | ------- | ----- | ----- | ----- | ------- | ------- | ----- | ------- | ----- | ------- | ----- | ------- | ---- | ------ |
| 2009 | Andreas Mikkelsen | Opel Corsa S2000  | MON     | CUR   | KEN   | AZO   | YPR     | RUS     | MAD   | BCZ 33  | AST   | SAN     | ESC   |         | NC   | 0      |
| 2010 | Andreas Mikkelsen | Ford Fiesta S2000 | MON     | CUR   | ARG   | CAN   | CER Ret | YPR 5   | AZO 4 | MAD     | BCZ 5 | SAN Ret | ESC 2 | CYP Ret | 7.º  | 21     |
| 2011 | Škoda UK          | Škoda Fabia S2000 | MON Ret | CAN 6 | COR 6 | YAL 4 | YPR Ret | AZO 2   | ZLI 5 | MEC Ret | SAN 2 | SCO 1   | CYP 1 |         | 1.º  | 153.5  |
| 2012 | Škoda UK          | Škoda Fabia S2000 | AZO 1   | CAN 2 | IRE 2 | COR 5 | ITA 2   | BEL Ret | SAM 2 | RUM 1   | ZLI 8 | ITA     | CYP 2 |         | 1.º  | 136    |

### ERC
| Año  | Equipo               | Automóvil              | 1     | 2     | 3     | 4     | 5       | 6     | 7     | 8     | 9   | 10  | 11  | Pos. | Puntos |
| ---- | -------------------- | ---------------------- | ----- | ----- | ----- | ----- | ------- | ----- | ----- | ----- | --- | --- | --- | ---- | ------ |
| 2012 | Škoda UK             | Škoda Fabia S2000      | AUT   | ITA   | CRO   | BUL   | BEL Ret | TUR   | POR   | CZE 8 | ESP | POL | SUI | NC   | 7      |
| 2020 | Topp-Cars Rally Team | Škoda Fabia Rally2 Evo | ITA   | LAT   | PRT   | HUN 1 | ESP 6   |       |       |       |     |     |     | 5.º  | 52     |
| 2021 | Toksport WRT         | Škoda Fabia Rally2 Evo | POL 2 | LAT 5 | ITA 8 | CZE 2 | POR 1   | FAF 1 | HUN 6 | ESP   |     |     |     | 1.º  | 191    |

| Predecesor: Emil Lindholm   | Campeón del WRC-2 2023    | Sucesor: Campeón Vigente |
| Predecesor: Mads Østberg    | Campeón del WRC-2 2021    | Sucesor: Emil Lindholm   |
| Predecesor: Alexey Lukyanuk | Campeón del ERC 2021      | Sucesor: Efrén Llarena   |
| Predecesor: Juho Hänninen   | Campeón del IRC 2011-2012 | Sucesor: -               |